# Moloch (film)
Moloch è un film del 1999 diretto da Aleksandr Sokurov, vincitore del premio per la miglior sceneggiatura al 52º Festival di Cannes.
Ispirandosi ai filmini amatoriali girati sulla terrazza del Berghof dalla stessa Eva Braun, che presentavano Adolf Hitler nell'intimità e nel privato, Sokurov firma la prima opera della sua tetralogia sul potere, proseguita con Toro (2001), Il Sole (2005) e Faust.

## Trama
Berchtesgaden, 1942: Eva Braun fa ginnastica nel castello del Berghof, attendendo che arrivino Hitler e i suoi ospiti. Arriva l'auto del Führer, scendono Adolf Hitler, i coniugi Goebbels, Joseph e Magda, e Martin Bormann. Hitler saluta la servitù. Tra i due gerarchi serpeggia la rivalità, ma, prima di ritirarsi ciascuno nelle proprie stanze, Eva e gli altri concordano di non parlare di politica a tavola.
In camera da letto, prima di pranzo, Hitler si lamenta del suo stato di salute con Eva. La donna non gli crede, ribatte che i medici dicono al Führer solo ciò che egli vuol sentirsi dire, solo lei ha il coraggio di contraddirlo. A tavola, per tutto il tempo Hitler espone le sue teorie sugli argomenti più diversi, la dieta vegetariana, la guerra sul fronte orientale, i rapporti con l'alleato italiano, l'influenza del clima sulle caratteristiche razziali, quindi si addormenta. Poi, al suo risveglio, ordina che si faccia una passeggiata.
Hitler, Eva, i Goebbels e Bormann escono per una passeggiata nei sentieri di montagna, seguiti dalle guardie, e ballano al suono della musica. Tornati al castello, tutti si ritirano, tranne Hitler, che riceve la visita di un prete. Questi è venuto a chiedere clemenza per un disertore, internato in un lager. Hitler rifiuta. Il prete si pente di essere venuto a pregarlo come se fosse Cristo in persona; ma "non si dovrebbe pregare Cristo", ribatte Hitler, poiché "è morto e non si può ottenere nulla da lui".
Di nuovo con i suoi ospiti, il Führer guarda un cinegiornale, che giudica pessimo. Eva propone di mandare l'intera troupe ad Auschwitz, ma Hitler non conosce quel posto. A cena, Hitler espone le sue teorie sui popoli nordici, sui cechi e sui tedeschi, e sulla nuova razza che dovrà nascere, e sulla guerra. Finito il pasto, Eva si ritira in camera da letto; Hitler la segue poco dopo.
Hitler e Eva discutono. Hitler dice a Eva che se avesse voluto una vita normale non avrebbe dovuto legarsi a lui; lei gli dice quanto sia infelice di quella vita clandestina. L'indomani mattina, Hitler e i suoi ospiti ripartono. Eva si accosta all'auto di lui per salutarlo. "Sconfiggeremo la morte", le dice Hitler. "Come può essere?" - replica Eva - "La morte è la morte. Non può essere sconfitta". L'auto parte.

## Riconoscimenti
- Festival di Cannes 1999
  - Premio per la miglior sceneggiatura